# 埃沃
埃沃（法語發音：[ɛʁv] ⓘ）是比利时瓦隆大区列日省韋爾維耶區的一个城市，通行法语，是比利时法语社群的一部分，人口17,598人（2018年1月1日）。